# Wysoka (miasto)
Wysoka (niem. Wissek) – miasto w woj. wielkopolskim, w powiecie pilskim, siedziba gminy miejsko-wiejskiej Wysoka. W latach 1975–1998 miasto administracyjnie należało do woj. pilskiego.
30 czerwca 2016 roku miasto liczyło 2703 mieszkańców.
Prywatne miasto szlacheckie lokowane w 1505 roku położone było w XVI wieku w województwie kaliskim.

## Położenie
Wysoka leży 20 km na wschód od Piły 5 km na północ od trasy krajowej nr 10, na Pojezierzu Krajeńskim, na pagórkowatym, polodowcowym terenie. Przez miasto przebiega droga wojewódzka nr 190 Gniezno-Krajenka oraz nieczynna linia kolei wąskotorowej do Łobżenicy i Białośliwia.
Pod względem historycznym Wysoka leży na obszarze dawnej Krajny.

## Przyroda
W odległości 1 km na zachód od miasta, przy drodze do Rudnej znajduje się Góra Wysoka (157 m n.p.m.) – najwyższe wzniesienie pasma wzgórz morenowych, tzw. Gór Wysockich (zwanych też Wysokimi), które porośnięte jest lasem z przewagą sosny. Miasto leży pomiędzy dwoma pasmami moren czołowych na wysokości 110 m n.p.m., a na południe od miasta rozciąga się teren podmokłych łąk, gdzie gniazdują liczne ptaki. Miejsce to jest zalewane okresowo wodą z tzw. kanału okalinieckiego, który stanowi dopływ rzeczki Radacznicy wpadającej do Jeziora Kopcze pod Kaczorami. Jej źródła znajdują się w okolicy miasta. Jedno z nich wypływa z Gór Wysockich. Wiosną i jesienią te podmokłe tereny, które znajdują się między Wysoką, Wysoczką i Wysoką Małą stają się ostoją dla licznie migrujących ptaków (łabędzie, kaczki, gęsi, żurawie itp.). Występują tu stada saren, dzików. Można też spotkać lisy, jeże, bobry europejskie, zające i wiele innych gatunków ssaków, ptaków, płazów i roślin.

## Historia
Miejscowość istniała już w XIII wieku – pierwsza wzmianka pochodzi z 1260 roku. Wysoka była centrum znacznego terytorium stanowiącego własność Mikołaja Łodzi z nadania Bolesława Pobożnego. Znajdowała się wówczas na Przedgórzu (od strony Wysokiej Wielkiej). Od 1505 roku obok wsi Wysoka Wielka wymieniane jest miasto Wysoka, które było własnością szlachecką, m.in. Kościelskich i Tuczyńskich. Po wielkim pożarze miasta w 1772 roku wystawiono nowy przywilej miejski. 2 stycznia 1919 roku władzę w mieście objęli powstańcy wielkopolscy. Utworzono polską Radę Ludową i Straż Obywatelską. Wysoka była jedną z najbardziej na północ wysuniętych placówek powstańczych. Jednak już 4 stycznia Niemcy z Piły opanowali miasto. Kontrataki Polaków z Wyrzyska nie powiodły się. Wysoka wróciła do Polski na mocy traktatu wersalskiego w styczniu 1920 roku. W październiku i listopadzie 1939 roku na stoku Góry Wysokiej hitlerowcy rozstrzelali 19 Polaków. W okresie okupacji niemiecka administracja nazistowska zmieniła nazwę miasta na niem. Weißeck (1942–1945).

## Demografia

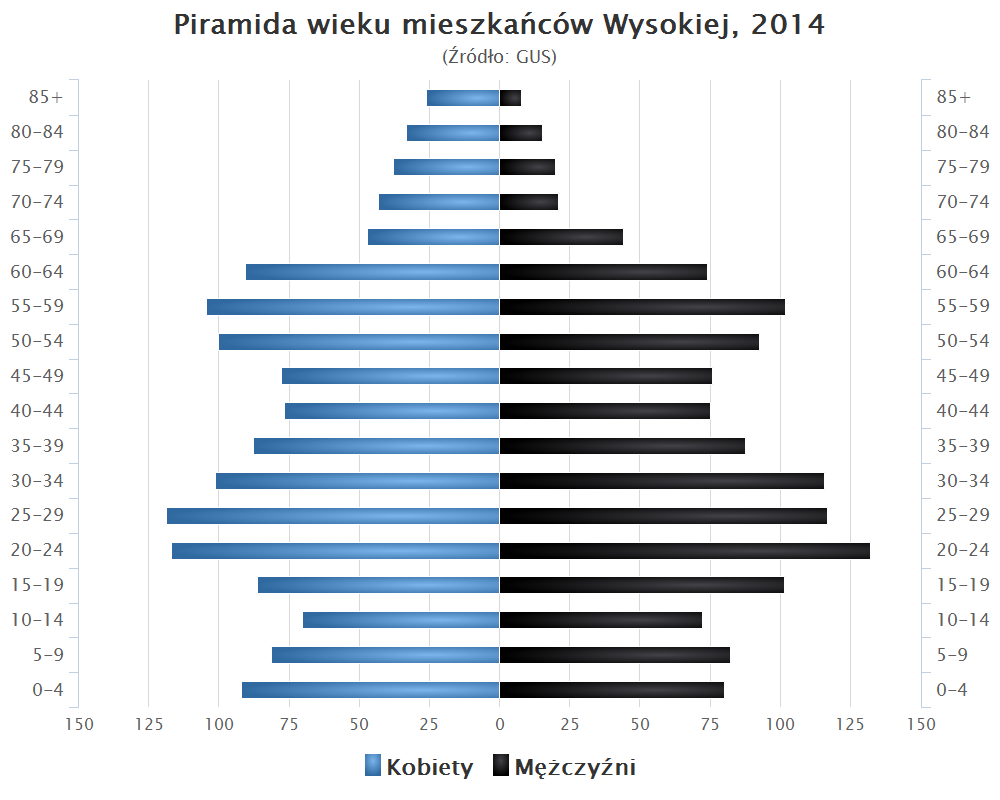
Piramida wieku mieszkańców Wysokiej w 2014 roku

## Zabytki

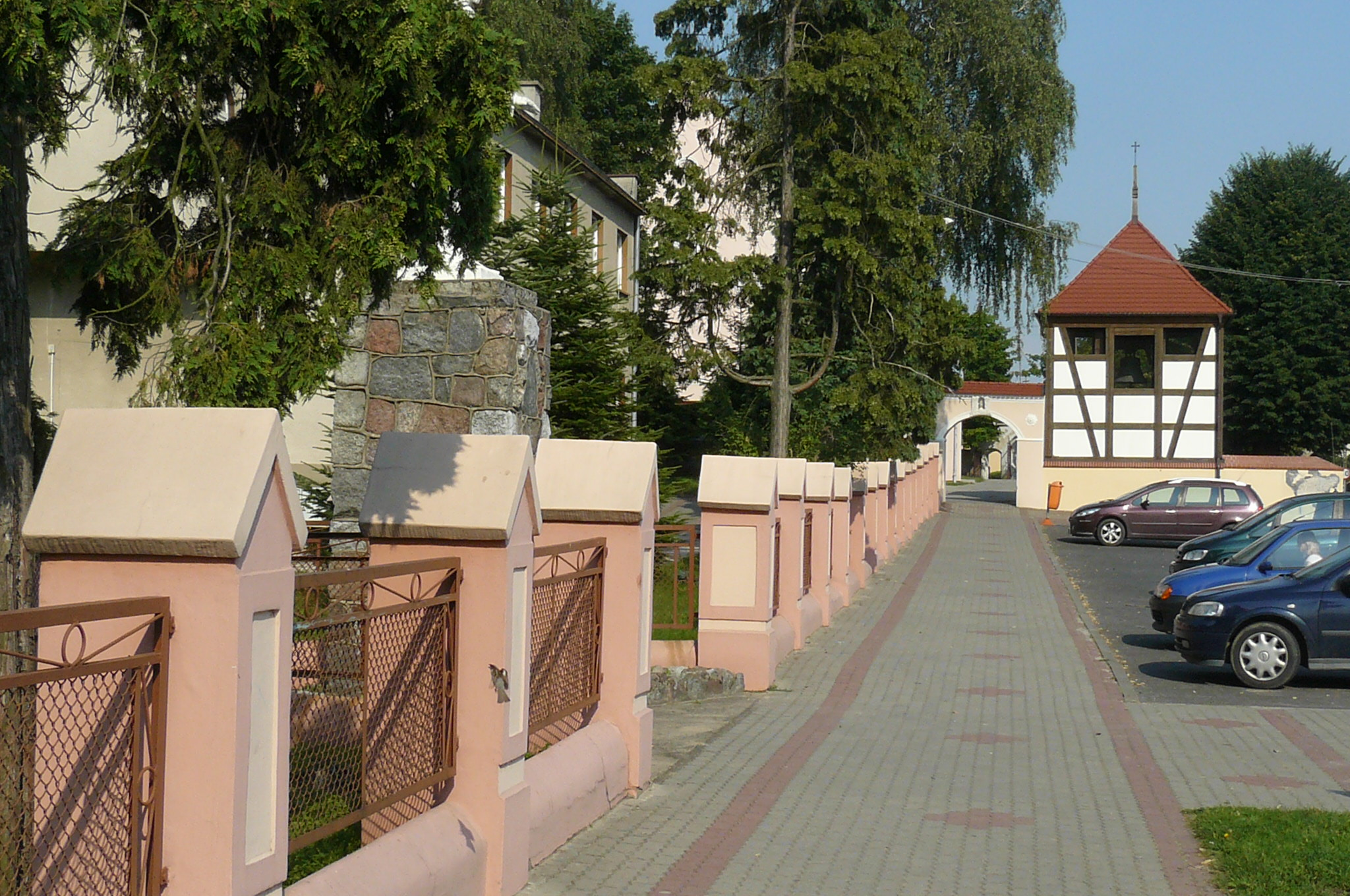
Szachulcowa dzwonnica barokowego kościoła pw. Matki Bożej Różańcowej

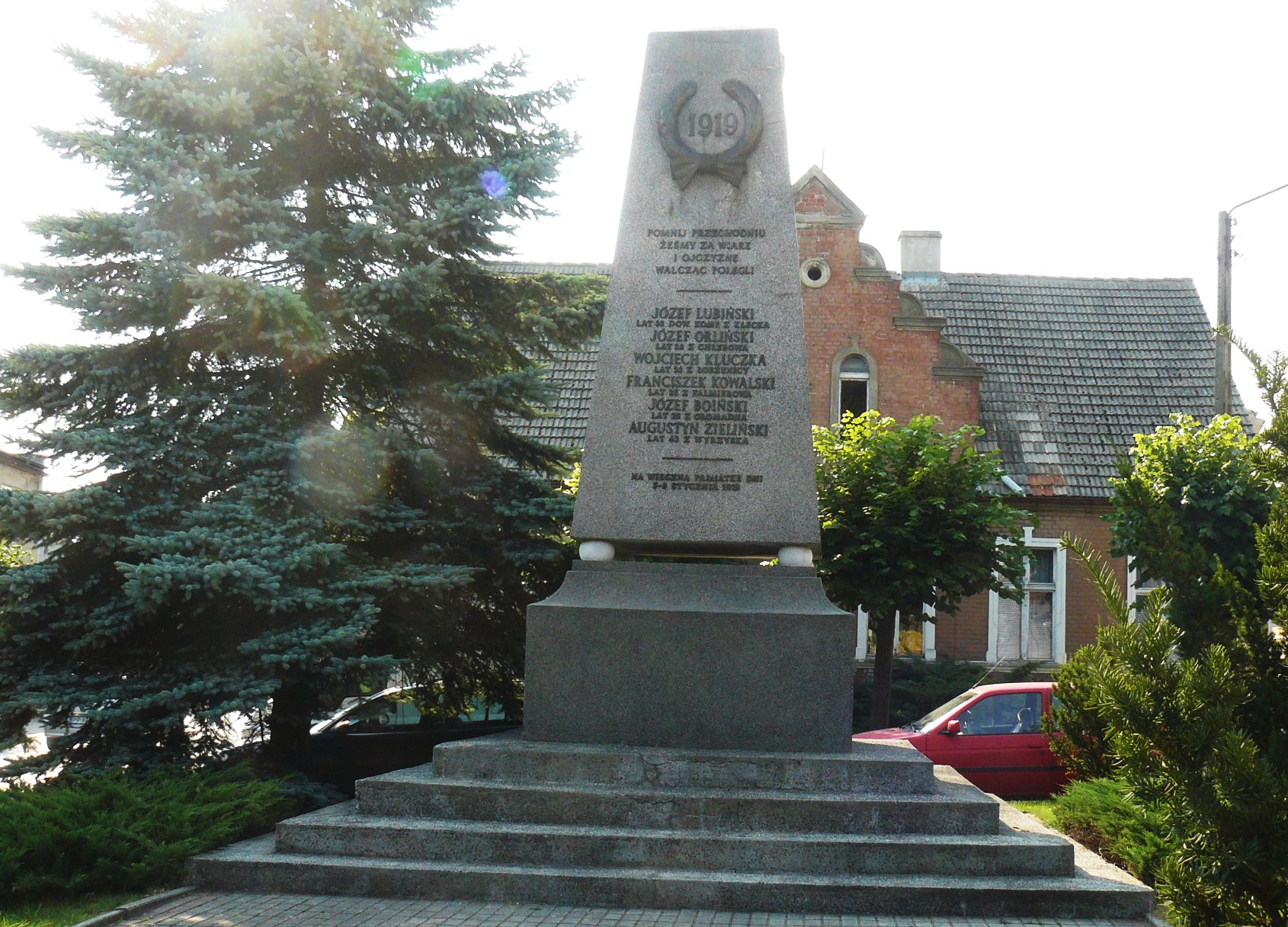
Pomnik powstańców wielkopolskich z 1996 r.

- dawny układ przestrzenny w trójkącie dróg, z rynkiem (obecnie pl. Powstańców Wielkopolskich)
- zespół poklasztorny Kanoników Regularnych:
  - późnobarokowy kościół Matki Bożej Różańcowej z lat 1727–1729, trójnawowy, nakryty sklepieniem żaglastym na gurtach; jednolite barokowe wyposażenie wnętrza z ok. 1729 roku:
    - ołtarz główny ze starszym obrazem Matki Boskiej Śnieżnej z I połowy XVII wieku
    - trzy ołtarze boczne
    - stalle
    - ambona
    - chrzcielnica
    - łuk tęczowy z grupą ukrzyżowania

  - klasztor zapewne z 1. połowy XVIII wieku, w XIX i XX wieku przebudowany na plebanię
  - szachulcowa dzwonnica z XVIII wieku z dzwonami z XVII i XIX wieku
  - mur otaczający dziedziniec przykościelny z XVIII wieku z dwiema bramami
- domy z końca XIX i początku XX wieku, w większości kalenicowe
- pomniki i miejsca pamięci:
  - pomnik Powstańców Wielkopolskich z 1996 roku
  - pomnik ku czci Poległych Wysoczan w czasie II wojny światowej (pierwotnie poświęcony Powstańcom Wielkopolskim i Poległym Wysoczanom w czasie II wojny światowej) z 1978 roku
  - pomnik na miejscu egzekucji na Górze Wysokiej
  - na cmentarzu mogiła ofiar egzekucji[potrzebny przypis]

## Gospodarka
Wysoka jest niewielkim ośrodkiem gospodarczym, stanowiącym zaplecze dla rolniczej okolicy. Znajduje się tu zakład przemysłu drzewnego.

## Sport
Od 1949 roku działa tutaj klub piłki nożnej GLKS Wysoka, który od sezonu 2015/2016 gra w IV lidze.

## Miasta partnerskie
| Miasto  | Kraj   | Data podpisania umowy |
| ------- | ------ | --------------------- |
| Jesberg | Niemcy | 2002                  |